# Solvalou
Solvalou (ソルバルウ Sorubarū?) es un videojuego de tipo matamarcianos de Namco publicado originalmente como arcade el diciembre de 1991 en Japón. Utiliza la placa de arcade Namco System 21. Está relacionado con la serie Xevious.
Solvalou es el nombre de la nave que el jugador controla en los cinco títulos de la serie, incluyendo los posteriores Xevious 3D/G y Xevious Arrangement. Solvalou también es una escudería ficticia en el cuarto juego de la serie Ridge Racer. Más tarde apareció en Tekken 5: Dark Resurrection como personalizaciones de Jack 5.
El juego también fue publicado en el servicio de la Consola Virtual de Wii en Japón el 26 de marzo de 2009, y es uno de los primeros títulos de la consola virtual para hacer uso del puntero del Wiimote.